# Lophophore (anatomie)
Pour les articles homonymes, voir Lophophore.

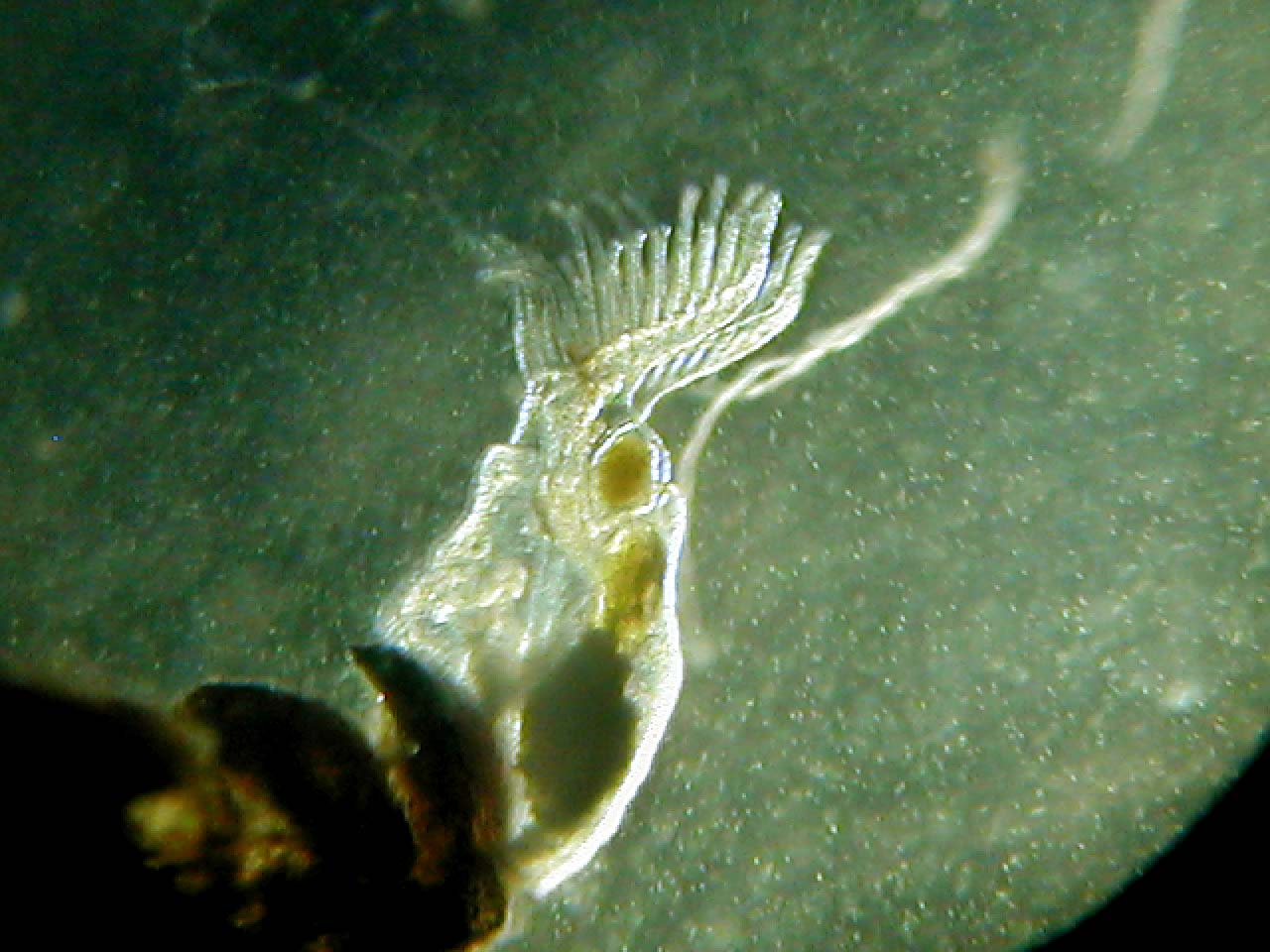
Bryozoaire d'eau douce, avec lophophore en extension

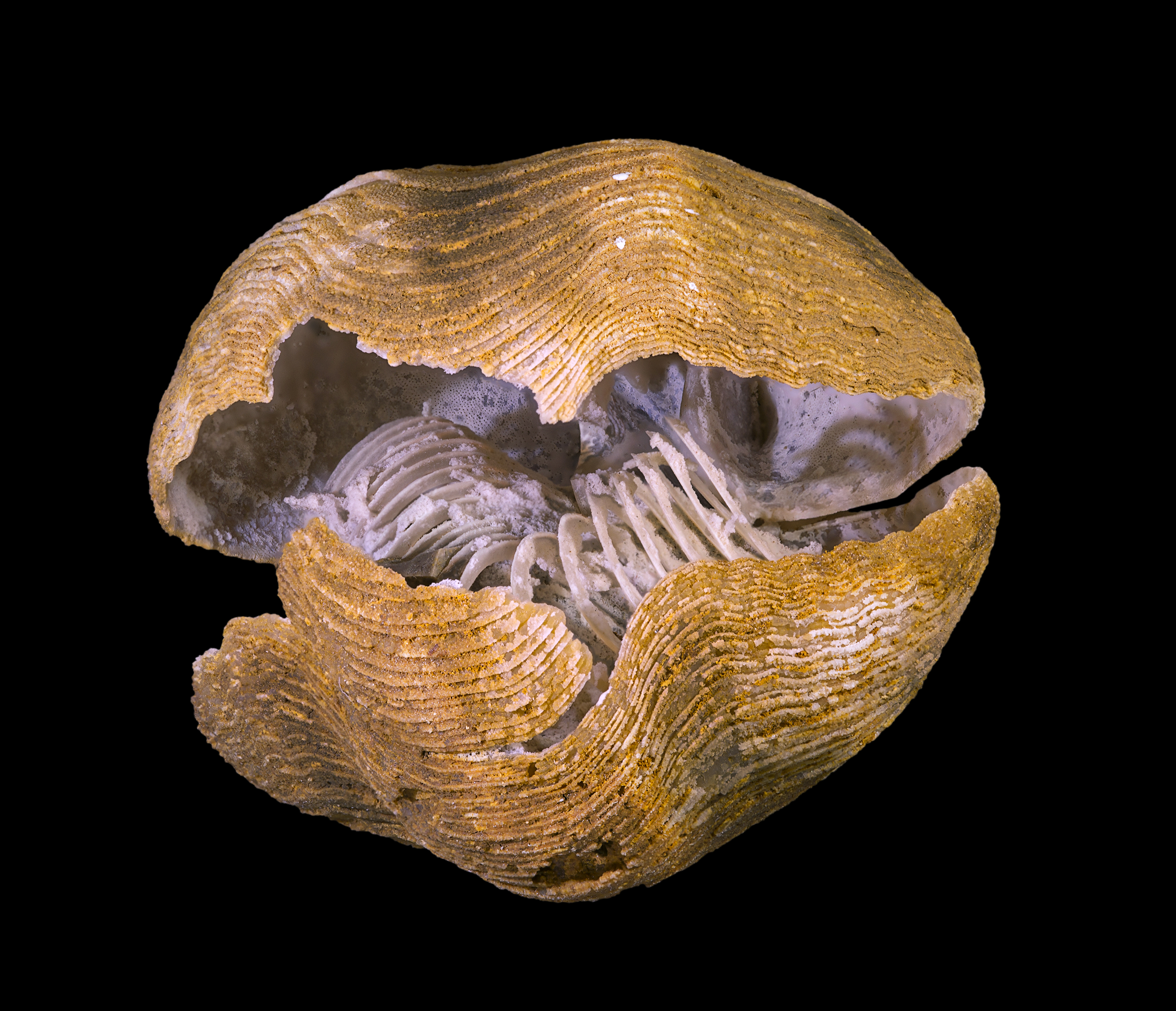
Spiriferina rostrata montant le support minéralisé du lophophore

Chez les bryozoaires (schéma de principe)
Lophophore
Bouche
----------- Anus
Operculum
----------- Estomac/intestin
Muscle
rétracteur
----------- Ovaire
Testicule
----------- Funiculus

Le lophophore est un organe rétractile présent chez de nombreux petits animaux aquatiques planctonivores ou détritivores (marins et d'eau douce). 
C'est un organe proche de la bouche, qui participe à l'alimentation de l'animal ou de sa colonie (quand il s'agit d'un organisme colonial). Il participe parfois, accessoirement, à la reproduction ; c'est le cas par exemple chez les individus adultes de phoronidiens tels que Phoronis vancouverensis ou Phoronopsis harmeri.

## Cas particuliers: fonction dans la reproduction
Chez les individus adultes de phoronidiens tels que  Phoronis vancouverensis ou Phoronopsis harmeri, les lophophores contiennent chacun deux paires de glandes mâles et femelles dites « glandes sexuelles accessoires ») ; Deux glandes sont de type femelles et « nidamentaires », elles facilitent la couvaison temporaire d'embryons mâles. Deux glandes produisent des spermatophores. Chez les mâles « fonctionnels » de Phoronopsis harmeri (espèce dioïque) deux glandes de ce type sont présentes, mais non chez les femelles.

Chez P. vancouverensis ou P. harmeri les spermatozoïdes dits cœlomiques sont accumulés la néphridiee (nom donné à l'organe excréteur des invertébrés) et transférés en grande quantité dans les organes spermatophoraux imparfaitement fermés. Chaque masse de spermatozoïdes est « moulée » dans une forme caractéristique et enfermé dans une ou plusieurs membranes avant sa libération en tant que spermatophore dans l'eau ambiante. La structure du spermatophore est propre à chaque espèce ; corrélée à la morphologie fonctionnelle des organes spermatophoraux de l'espèce.
Ces caractéristiques ont de ces espèces des espèces-modèles pour l'étude de la biologie de la reproduction.

## Typologies
- Un anneau (en forme de fer à cheval ou autrement plié) de tentacules ciliés entourant la bouche d'un animal de la branche des lophophorés. Le nombre de tentacules peut varier chez les individus d'une même colonie et au sein d'une même espèce. Par exemple chez le bryozoaire Plumatella fruticosa (Allman 1844) le nombre de « tentacules » du peigne en forme de « fer à cheval » varie de 30 à 60 tentacules par individu.
- un organe qui sert à filtrer le plancton chez les brachiopodes[2]

Dans les deux cas la forme et de type de ces organes sont des critères utilisés pour la détermination des taxons d'espèces appartenant à ces groupes